# Рапийи
Рапийи́ (фр. Rapilly) — коммуна во Франции, находится в регионе Нижняя Нормандия. Департамент коммуны — Кальвадос. Входит в состав кантона Фалез-Север. Округ коммуны — Кан.
Код INSEE коммуны — 14531.

## Население
Население коммуны на 2010 год составляло 44 человека.
| 1962 | 1968 | 1975 | 1982 | 1990 | 1999 | 2010 |
| ---- | ---- | ---- | ---- | ---- | ---- | ---- |
| 56   | 55   | 51   | 51   | 46   | 47   | 44   |

## Экономика
В 2010 году среди 28 человек трудоспособного возраста (15—64 лет) 17 были экономически активными, 11 — неактивными (показатель активности — 60,7 %, в 1999 году было 67,7 %). Из 17 активных жителей работали 17 человек (7 мужчин и 10 женщин), безработных не было. Среди 11 неактивных 1 человек был учеником или студентом, 5 — пенсионерами, 5 были неактивными по другим причинам.